# ハーミット
ハーミット（Hermit、1864年 - 1890年）は、イギリスの競走馬・種牡馬。競走馬としてエプソムダービーに勝ったほか、種牡馬としても7度イギリスチャンピオンサイアーとなり成功した。
競走成績は1866年から69年の間に23戦して8勝。エプソムダービーやセントジェームズパレスステークスに勝ち、41,261ポンドの賞金を獲得した。同時代の記録では、穏やかで稀に見る優しい性格で、非常におとなしい気性の馬だった。晩年に馬主ヘンリー・チャップリンの幼い息子を背中に乗せて遊ばせていたという逸話も残る。

## ダービー
本馬について言及される際はダービーのエピソードが良く語られる。ハーミットの所有者はヘンリー・チャップリンという人物であったが、彼は結婚式当日に婚約者をヘイスティングズ侯爵に奪われ、大変大恥をかいていた。ヘイスティングズ侯爵はまた、ハーミットを勝てるわけがないと馬鹿にし、負けるほうに全財産を賭けた。
ヘイスティングズがこのような賭けに打って出たのは、ダービーの1週間前、ハーミットは鼻出血を起こし、勝つ見込みは薄いと思われたことによる。実際に単勝オッズは1000対15（約68倍）の人気薄だった。しかし陣営はダービーに向けてハーミットの調子をなんとか立て直そうと努力した。
この年は異常気象に見舞われ、ダービー当日は6月だというのに激しく雪が降っていた。おまけに都合10度もスタートがやり直され発走が1時間も遅れた。小柄な本馬は雪の中、特にみすぼらしく見え、「wreck（故障馬？）」や「まるで死体」とまで酷評された。しかし、なかなかスタートが切られないことに他の出走馬や騎手たちがいらつきを隠せない中、情勢は気性の穏やかな本馬に味方した。
レースは序盤好位につけ、最後の直線に入ると、大外から追い込みマークスマンを首差交わしたところがゴールだった。結果、チャップリンは名誉と10万ポンドもの大金を得て、騎手のデイリーには1000ポンドを、調教師のブロスには5000ポンドを渡して報いた。一方、ヘイスティングズ侯爵は賭けの結果12万ポンド（うち2万ポンドはチャップリンに対してのもの）もの大金を失った。ヘイスティングズ侯爵はこの後もこの負けを取り戻そうと競馬を続けるも更に負けが広がってしまい、チャップリンは借金に苦しむヘイスティングズ侯爵に対し、自分の分の債務については支払いを猶予しても良いと申し出たが、ヘイスティングズ侯爵は債務と後悔の念に苦しみ、翌年「ハーミットのダービーに絶望した。なぜ…。」の言葉を残し僅か26歳の若さで死去してしまった。
チャップリンはヘイスティングズ侯爵の死の直後、ハーミットのダービー勝利で得た賞金を元手に政界進出を図った。チャップリンは同年の庶民院議員選挙に出馬して当選し、政治家としてのキャリアを始めることに成功した。以後長きに渡ってチャップリンは庶民院議員を務め、1916年にはチャップリン子爵に叙せられて貴族院に移ることとなる。

## 種牡馬として
ダービーのあとは鳴かず飛ばずに終わったハーミットだったが、種牡馬としてふたたび名声を得た。1880年から1886年の7年連続してイギリス種牡馬チャンピオンとなった。1890年、繋養されていたブランクニーホールスタッドで死亡した。
牝馬に活躍馬が集中したため父系子孫はさほど広がらず、21世紀初頭までにサラブレッド父系としてはほぼ断絶に近い状態に陥ったが、それでもフランスでヒュームが活躍し、日本では1970年にガーサントがリーディングサイアーを獲得、1992年までガーサントの孫にあたるアスコットエイト、アスコットセブン兄弟が供用されていた。この系統最後のサラブレッド種牡馬はイギリスで2010年ごろまで乗用馬の生産に使われていたDevil's Jumpという馬であった。
ただし、サラブレッド血統として終わりつつあった1980年代、実際にはハーミット系は急激に拡大していた。これは、アメリカに渡ったフライアーズバルサンの系列からクォーターホースの歴史的種牡馬Three Bars-Rocket Bar親子（いずれも自身はサラブレッド）が出たためで、更には史上最強のクォーターホースと呼ばれるダッシュフォーキャッシュが出現し、競走用クォーターホースの血統を完全に塗り替えた。それ以降、競走用クォーターホースの50%以上をハーミット系が占める。また、Three Barsの仔Lucky Barの産駒Impressiveはショーホースの分野で大成功し、こちら方面でも勢力を拡大している。2017年現在、サラブレッド血統としては滅亡することが確定的となっているものの、ハーミット系はその事実に反して全盛を迎えている。

### 主な産駒
- テバイス（1000ギニー、オークス）
- セントマーガレット（1000ギニー）
- ショットオーバー（2000ギニー、ダービー。牝馬）
- ロンリー（オークス）
- サンブレーズ（ダービー）
- トリスタン
- ヒューム

## 血統表
| ハーミットの血統（タッチストン系 / Camel3×5=15.62% Selim5×5=6.25% Sultan4×5=9.38%（母内）） | ハーミットの血統（タッチストン系 / Camel3×5=15.62% Selim5×5=6.25% Sultan4×5=9.38%（母内）） | ハーミットの血統（タッチストン系 / Camel3×5=15.62% Selim5×5=6.25% Sultan4×5=9.38%（母内）） | （血統表の出典）  | （血統表の出典） |
| 父 Newminster 1848年 黒鹿毛                                                                 | 父の父Touchstone 1831年 栗毛                                                                | Camel                                                                                       | Whalebone         | Whalebone        |
| 父 Newminster 1848年 黒鹿毛                                                                 | 父の父Touchstone 1831年 栗毛                                                                | Camel                                                                                       | Selim Mare        |                  |
| 父 Newminster 1848年 黒鹿毛                                                                 | 父の父Touchstone 1831年 栗毛                                                                | Banter                                                                                      | Master Henry      | Master Henry     |
| 父 Newminster 1848年 黒鹿毛                                                                 | 父の父Touchstone 1831年 栗毛                                                                | Banter                                                                                      | Boadicea          |                  |
| 父 Newminster 1848年 黒鹿毛                                                                 | 父の母Beeswing 1833年 鹿毛                                                                  | Dr.Syntax                                                                                   | Paynator          | Paynator         |
| 父 Newminster 1848年 黒鹿毛                                                                 | 父の母Beeswing 1833年 鹿毛                                                                  | Dr.Syntax                                                                                   | Beningbrough Mare |                  |
| 父 Newminster 1848年 黒鹿毛                                                                 | 父の母Beeswing 1833年 鹿毛                                                                  | Ardrossan Mare                                                                              | Ardrossan         | Ardrossan        |
| 父 Newminster 1848年 黒鹿毛                                                                 | 父の母Beeswing 1833年 鹿毛                                                                  | Ardrossan Mare                                                                              | Lady Eliza        |                  |
| 母 Seclusion 1857年 黒鹿毛                                                                  | 母の父Tadmor 1846年 黒鹿毛                                                                  | Ion                                                                                         | Cain              | Cain             |
| 母 Seclusion 1857年 黒鹿毛                                                                  | 母の父Tadmor 1846年 黒鹿毛                                                                  | Ion                                                                                         | Margaret          |                  |
| 母 Seclusion 1857年 黒鹿毛                                                                  | 母の父Tadmor 1846年 黒鹿毛                                                                  | Palmyra                                                                                     | Sultan            | Sultan           |
| 母 Seclusion 1857年 黒鹿毛                                                                  | 母の父Tadmor 1846年 黒鹿毛                                                                  | Palmyra                                                                                     | Hester            |                  |
| 母 Seclusion 1857年 黒鹿毛                                                                  | 母の母Miss Sellon 1851年 黒鹿毛                                                             | Cowl                                                                                        | Bay Middleton     | Bay Middleton    |
| 母 Seclusion 1857年 黒鹿毛                                                                  | 母の母Miss Sellon 1851年 黒鹿毛                                                             | Cowl                                                                                        | Crucifix          |                  |
| 母 Seclusion 1857年 黒鹿毛                                                                  | 母の母Miss Sellon 1851年 黒鹿毛                                                             | Belle Dame                                                                                  | Belshazzar        | Belshazzar       |
| 母 Seclusion 1857年 黒鹿毛                                                                  | 母の母Miss Sellon 1851年 黒鹿毛                                                             | Belle Dame                                                                                  | Ellen F-No.5-d    |                  |